# Yūki Yamazaki
Yūki Yamazaki (山崎 勇喜?, Yamazaki Yūki; Toyama, 16 gennaio 1984) è un marciatore giapponese.
Ha preso parte a tre edizioni consecutive dei Giochi olimpici dal 2004 al 2012

## Palmarès
| Anno | Manifestazione      | Sede     | Evento         | Risultato | Prestazione | Note |
| ---- | ------------------- | -------- | -------------- | --------- | ----------- | ---- |
| 2000 | Mondiali juniores   | Santiago | 10000 m marcia | 20º       | 45'19"21    |      |
| 2001 | Mondiali allievi    | Debrecen | 10000 m marcia | 4º        | 43'55"32    |      |
| 2002 | Mondiali juniores   | Kingston | 10000 m marcia | 5º        | 42'02"76    |      |
| 2003 | Campionati asiatici | Manila   | 20 km marcia   | Argento   | 1h21'54"    |      |
| 2004 | Giochi olimpici     | Atene    | 20 km marcia   | dnf       | dnf         |      |
| 2004 | Giochi olimpici     | Atene    | 50 km marcia   | 16º       | 3h57'00"    |      |
| 2005 | Mondiali            | Helsinki | 50 km marcia   | 8º        | 3h51'15"    |      |
| 2006 | Campionati asiatici | Doha     | 20 km marcia   | 4º        | 1h26'00"    |      |
| 2007 | Mondiali            | Osaka    | 50 km marcia   | dnf       | dnf         |      |
| 2008 | Giochi olimpici     | Pechino  | 20 km marcia   | 11º       | 1h21'18"    |      |
| 2008 | Giochi olimpici     | Pechino  | 50 km marcia   | 7º        | 3h45'47"    |      |
| 2009 | Mondiali            | Berlino  | Marcia 50 km   | dq        | dq          |      |
| 2012 | Giochi olimpici     | Londra   | 50 km marcia   | dq        | dq          |      |
| 2014 | Giochi asiatici     | Incheon  | 50 km marci    | dq        | dq          |      |
| 2015 | Mondiali            | Pechino  | 50 km marcia   | 34º       | 4h03'54"    |      |